# Buitrago del Lozoya
Buitrago del Lozoya és un municipi de la Comunitat de Madrid, als peus del port de Somosierra. És l'únic poble de tota la comunitat que conserva íntegre el seu antic recinte emmurallat. El riu Lozoya, que dona àlies al municipi, l'envolta per tot arreu menys el meridional, convertint-se així en una fossa natural de defensa. Buitrago del Lozoya és Conjunt Històric-Artístic i Bé d'Interès Cultural des de 1993, i el seu recinte emmurallat és Monument Nacional des de 1931.

## Història
Les referències històriques més antigues respecte a Buitrago daten del segle i aC (la Litabrum conquistada per Gai Flamini, segons Titus Livi), però no hi ha cap vestigi material que ho avali, ja que no s'han fet prospeccions arqueològiques. Tampoc hi ha vestigis medievals anteriors a la Reconquesta i, per tant, de la presència musulmana anterior al segle xi.

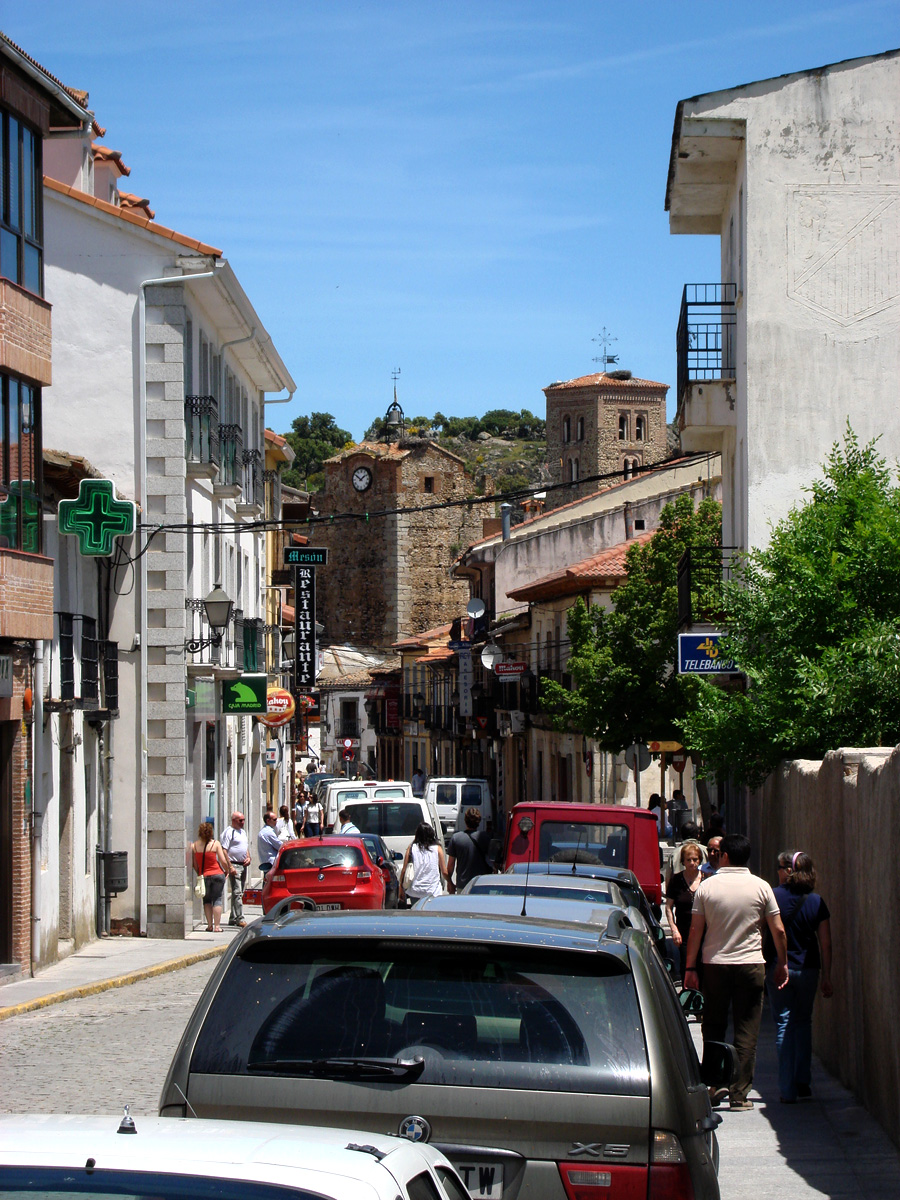
Calle Real de Buitrago del Lozoya

Buitrago apareix de ple en la història de la Reconquesta en temps d'Alfons VI, cap al 1083 o 1085. El seu valor estratègic és la raó de la seva prompta repoblació per mitjà d'un privilegi atorgat pel mateix rei que facultava a la Vila per a repoblar els nuclis existents en la seva jurisdicció i crear altres nous. D'aquesta manera, en 1096, el rei Alfons VI concedeix a Buitrago les armes del seu escut consistents en un toro, una alzina i la llegenda Ad alenda pecora ("per al manteniment del bestiar"), que en definitiva fa referència al mitjà de vida que s'anava a adoptar.
L'ampli territori delimitat pel monarca és l'origen del que es coneix com el Senyoriu de Buitrago, una comarca que formava una sola unitat jurisdiccional i el cap de la qual era la Vila de Buitrago. Durant cinc segles, aquesta unitat jurisdiccional va tenir una doble naturalesa. Des de 1368 va ser un senyoriu atorgat per Enric II de Castella a Pedro González de Mendoza, família a la qual segueix vinculat fins a la desaparició del règim senyorial en el segle xix. La família Mendoza va rebre en el segle xvi el títol de Duc de l'Infantado. Buitrago i els pobles de la seva Terra formaven una Comunidad de Villa y Terra de Buitrago, institució que els agrupava tant per a satisfer les seves obligacions de vassallatge com per a defensar els seus interessos enfront de tercers. Suposava el govern mitjançant ordenances generals que regulaven la major part de la vida econòmica i social de la Comarca, així com l'assentament de nous veïns.
La morfologia urbana de Buitrago guarda estreta relació amb la seva circumstància històrica. El nucli més antic és "La Vila", és a dir, la part més alta en el recinte emmurallat (les muralles podrien remuntar-se a l'època àrab). La ràpida saturació d'aquest recinte va donar lloc a l'aparició de dos ravals: un al sud, anomenat San Juan; i altre al nord, a l'altre costat del riu Lozoya, conegut com a Andarrío. Aquesta estructura urbana que Buitrago manté fins avui va estar plenament consolidada en la baixa edat mitjana. Les parròquies van actuar com fites de referència i elements generadors de la trama urbana. En la Vila, l'Església de Santa María del Castillo, única que es manté de les quatre que encara existien en el poble en el segle xvi, era l'element central. Intramurs també calia destacar la Parròquia de San Miguel i l'Hospital de San Salvador, fundat pel Marquès de Santillana en el segle xv. En el barri de San Juan, l'església del mateix nom s'aixecava en l'actual plaça de Picasso, donant origen a l'actual carrer Real. En el Andarrío, la Parròquia de San Antolín estava aixecada al costat de l'antiga carretera.
Els segles xv i xvi, època en la qual el poder dels Mendoza es va assentar definitivament, van constituir els de major esplendor de Buitrago en tot el referit a construcció d'edificis i desenvolupament urbà. Íñigo López de Mendoza, Marquès de Santillana, va fundar l'Església de Santa María del Castillo i l'Hospital de San Salvador (desaparegut), va comprar una devesa cridada El Bosc com finca de caça major, i va construir en ella un conjunt residencial conegut com La Casa del Bosc, compost per una capella i un palau d'esbarjo de clar estil renaixentista italià, molt influenciat en el seu disseny per la Vila Rotonda de Palladio. Des del segle xvi es pot donar per completat el procés de poblament de la zona i les Ordenances Generals van canviar d'orientació, tractant de protegir-se de l'establiment de nous veïns, amb regulacions restrictives. El factor estratègic va perdre importància i va començar a ser dominant l'econòmic. Una de les majors preocupacions dels veïns en aquesta època va ser la salvaguarda de boscos i forests.

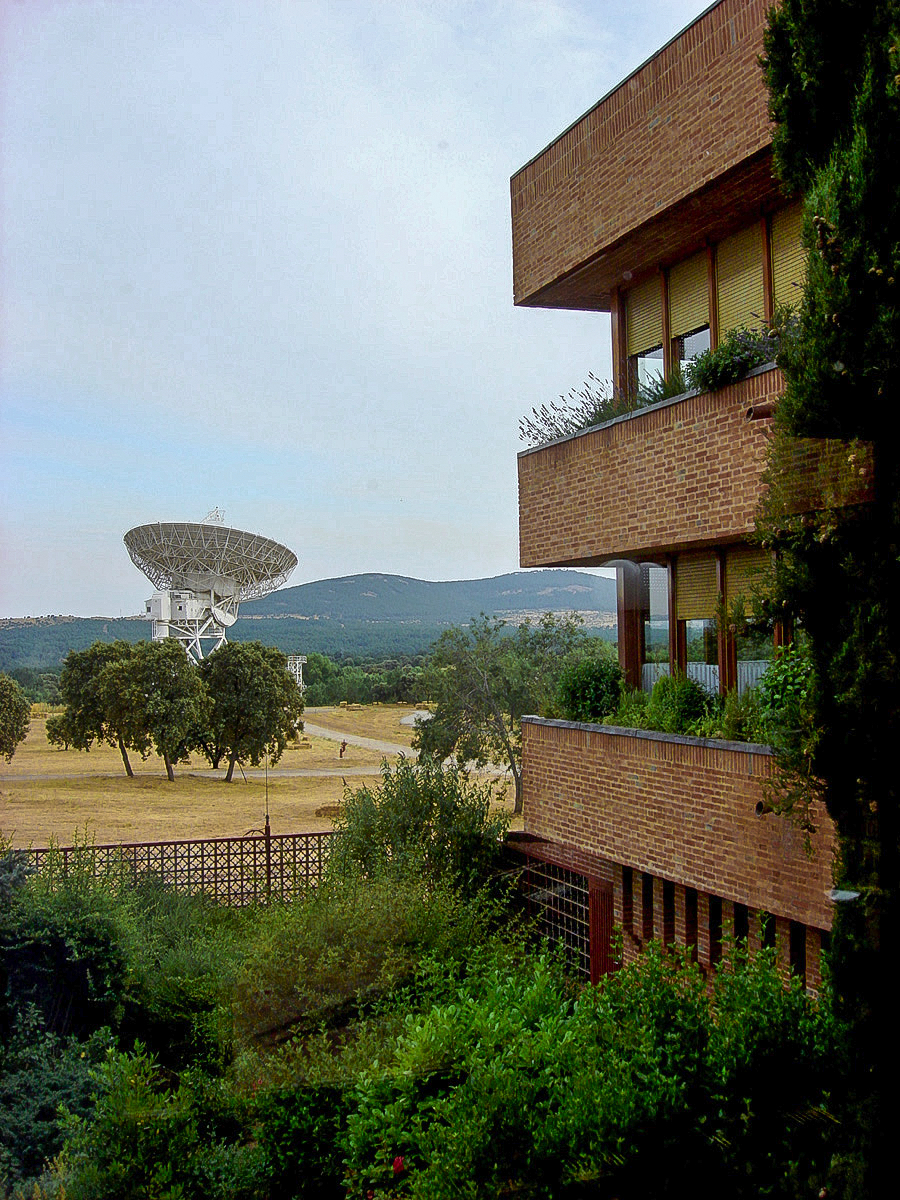
Estació de Seguiment de Satèl·lits de Telefònica, de Julio Cano Lasso

Després del segle xvi es van registrar pocs canvis significatius des del punt de vista urbà i arquitectònic. Durant els segles xvii i xviii no es van aixecar edificis singulars ni es va modificar la trama urbana, sent dues centúries caracteritzades per l'estancament demogràfic a la baixa. En 1787 Buitrago tenia 620 habitants, el que suposa un grau important de despoblació.
Amb l'arribada del segle xix, la vella importància defensiva de Buitrago va tornar a primer pla amb la invasió per part de les tropes de Napoleó. L'exèrcit francès va trencar el cèrcol de resistència posat al Port de Somosierra el 30 de novembre de 1808 i va ocupar a continuació els pobles de la comarca, Buitrago entri ells. Tot el recinte emmurallat va ser pastura de les flames pel que parteix de la població es va desplaçar cap al raval de San Juan, que va prendre certes característiques d'eixample vuitcentista, renovant-se la seva edificació. Dècades després es va modificar l'estructura jurídica i econòmica de la zona amb la desaparició del Senyoriu de Buitrago, de la Mesta, les Desamortitzacions eclesiàstica i civil i la nova divisió provincial d'Espanya. La primera meitat del segle xx es va caracteritzar per la progressiva deterioració dels seus edificis singulars que va culminar amb la destrucció de l'Hospital de San Salvador durant la Guerra Civil Espanyola i de les últimes restes de l'Església de San Juan. També va ser danyada greument l'Església de Santa María del Castillo. Malgrat tot això, la ciutat no va ser acollida al programa de Regions Devastades.
En la segona meitat del segle xx, les obres de major envergadura van ser la construcció dels embassaments que inunden el seu terme (Puentes Viejas i Riosequillo), així com l'Estació de Seguiment de Satèl·lits de Telefònica, de l'arquitecte Julio Cano Lasso.
El desdoblament de l'antiga carretera Nacional 1 (Madrid-Irun), convertint-la en l'autovia A-1 en la dècada dels 90, va significar un canvi important per la millora de les comunicacions i la sortida del trànsit del nucli urbà.

## Ciutats agermanades
- Santillana del Mar, Cantàbria
- Torrelavega, Cantàbria
- Guadalajara (Castella-la Manxa)
- Manzanares el Real, Comunitat de Madrid
- Carrión de los Condes, província de Palència